# Роберт Макви
Роберт Патрик „Боб” Макви (енгл. Robert Patrick "Bob" McVey; Хартфорд, 14. март 1936) некадашњи је аматерски амерички хокејаш на леду и један од ретких играча који је једнако добро играо на позицијама и у одбрани и у нападу.
Као члан сениорске репрезентације Сједињених Држава освојио је златну олимпијску медаљу на ЗОИ 1960. у америчком Скво Валију.